# Kibatalia macgregorii
Espèce
Synonymes
- Kickxia macgregori Elmer[1]
- Kixia macgregorii Elmer[1]

Statut de conservation UICN

 CR  : 
En danger critique
Kibatalia macgregorii (parfois orthographiée Kibatalia macgregori) est une espèce de plantes à fleurs de la famille des Apocynaceae trouvée aux Philippines.

## Publication originale
- Philippine Journal of Science 60: 224. 1936.